# 그디니아 코사코보 공항

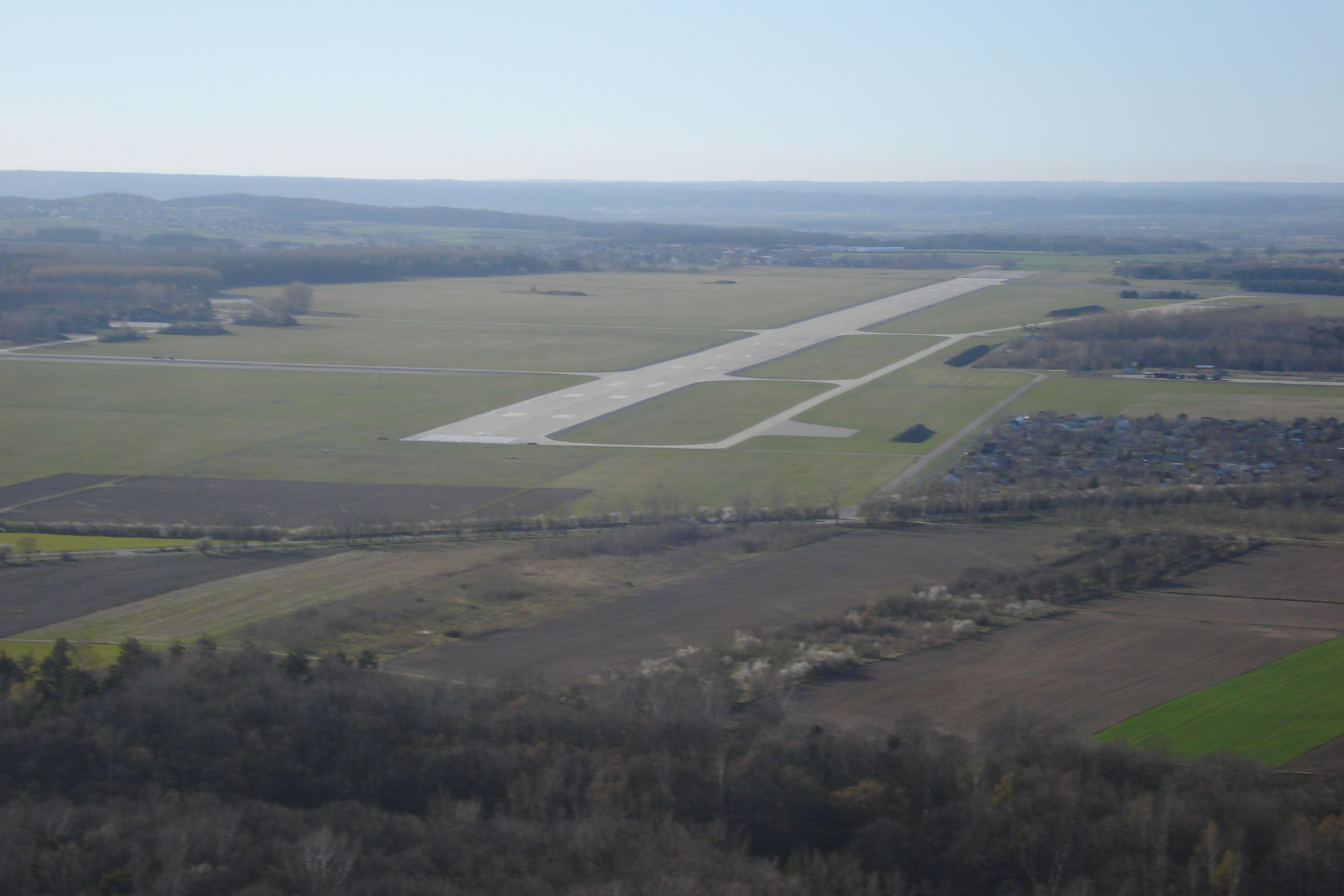
그디니아 코사코보 공항

그디니아 코사코보 공항(폴란드어: Port lotniczy Gdynia-Kosakowo)는 폴란드 포모제주 코사코보에 있는 미완성 민간 군사공항이다. 그디니아는 그단스크 레흐 바웬사 공항의 저렴한 대안으로 이 공항을 건설하여 이 지역에 또 다른 경제적 활력을 불어넣고자 하고 있으나, 2014년 5월 7일에 그단스크 지방 법원은 해당 시설의 청산 파산을 발표했다. 2006년부터 공항에서 오픈어 페스티벌이 개최되고 있다.